# Vorortbahn Loschwitz–Pillnitz
| Ein Gothazug vom Blauen Wunder kommend Richtung Schillerplatz, im Hintergrund die Schwebebahn, um 1980 |                                                                | | |
| Streckenlänge: | 5,98 km                                                        | | |
| Spurweite: | ursprünglich 1000 mm, noch vor Eröffnung umgespurt auf 1450 mm | | |
| Stromsystem: | 600 V =                                                        | | |
| Maximale Neigung: | 53 ‰                                                           | | |
| |                                                                | | |
| \| \| \| von Schillerplatz \| \| \| \| \| Elbe (Blaues Wunder) \| \| \| \| \| Körnerplatz Beginn der Vorortbahn, Kuppelendstelle 1893–1925 \| \| \| \| \| Standseilbahn \| \| \| \| \| \| \| \| \| \| Kuppelendstelle Grundstraße (1925–1945, 1948–1950, Linie 1 1925–1945, Linie 2 1926–1945, 1948–1950) \| \| \| \| \| \| \| \| \| \| Loschwitzbach (verrohrt) \| \| \| \| \| Schwebebahn \| \| \| \| \| Calberlastraße (1950–1969 Linie 2, 1975–1985 Linie 15) \| \| \| \| \| Künstlerhaus \| \| \| \| \| Stadtgrenze Dresden 1921–1930 \| \| \| \| \| Josef-Hermann-Straße \| \| \| \| \| Ausweichstelle ohne Haltestelle („Dampfschiffweiche“[1]) \| \| \| \| \| Wachwitzbach \| \| \| \| \| Altwachwitz \| \| \| \| \| Ausweichstelle ohne Haltestelle („Elbweiche“[2]) \| \| \| \| \| Stadtgrenze Dresden 1930–1950 \| \| \| \| \| Erbgericht Niederpoyritz \| \| \| \| \| Oberer Gasthof \| \| \| \| \| Gustavheim \| \| \| \| \| An der Obstplantage \| \| \| \| \| Keppbach \| \| \| \| \| Van-Gogh-Straße (Erhaltenes Betonwartehäuschen (2018)) \| \| \| \| \| Pillnitz Wendeschleife (ab 1967) \| \| \| \| \| Pillnitz Kuppelendstelle (bis 1967) \| \| \| \| \| Stand: 8. April 1985 \| \| |                                                                | | |
| U-Bahn-Strecke |                                                                | von Schillerplatz                                                                                   | von Schillerplatz                                                                                   |
| U-Bahn-Brücke über Wasserlauf |                                                                | Elbe (Blaues Wunder)                                                                                | Elbe (Blaues Wunder)                                                                                |
| U-Bahn-Haltepunkt / Haltestelle |                                                                | Körnerplatz Beginn der Vorortbahn, Kuppelendstelle 1893–1925                                        | Körnerplatz Beginn der Vorortbahn, Kuppelendstelle 1893–1925                                        |
| U-Bahn-Strecke |                                                                | Standseilbahn                                                                                       | Standseilbahn                                                                                       |
| |                                                                | | |
| U-Bahn-Abzweig geradeaus und ehemals nach links · U-Bahn-Kopfbahnhof Streckenende und quer (Strecke außer Betrieb) |                                                                | Kuppelendstelle Grundstraße (1925–1945, 1948–1950, Linie 1 1925–1945, Linie 2 1926–1945, 1948–1950) | Kuppelendstelle Grundstraße (1925–1945, 1948–1950, Linie 1 1925–1945, Linie 2 1926–1945, 1948–1950) |
| |                                                                | | |
| U-Bahn-Brücke über Wasserlauf |                                                                | Loschwitzbach (verrohrt)                                                                            | Loschwitzbach (verrohrt)                                                                            |
| U-Bahn-Strecke |                                                                | Schwebebahn                                                                                         | Schwebebahn                                                                                         |
| U-Bahn-Abzweig geradeaus, nach rechts und von rechts |                                                                | Calberlastraße (1950–1969 Linie 2, 1975–1985 Linie 15)                                              | Calberlastraße (1950–1969 Linie 2, 1975–1985 Linie 15)                                              |
| U-Bahn-Bahnhof |                                                                | Künstlerhaus                                                                                        | Künstlerhaus                                                                                        |
| U-Bahn-Grenze |                                                                | Stadtgrenze Dresden 1921–1930                                                                       | Stadtgrenze Dresden 1921–1930                                                                       |
| U-Bahn-Haltepunkt / Haltestelle |                                                                | Josef-Hermann-Straße                                                                                | Josef-Hermann-Straße                                                                                |
| U-Bahn-Dienststation / Betriebs- oder Güterbahnhof |                                                                | Ausweichstelle ohne Haltestelle („Dampfschiffweiche“)                                               | Ausweichstelle ohne Haltestelle („Dampfschiffweiche“)                                               |
| U-Bahn-Brücke über Wasserlauf |                                                                | Wachwitzbach                                                                                        | Wachwitzbach                                                                                        |
| U-Bahn-Haltepunkt / Haltestelle |                                                                | Altwachwitz                                                                                         | Altwachwitz                                                                                         |
| U-Bahn-Dienststation / Betriebs- oder Güterbahnhof |                                                                | Ausweichstelle ohne Haltestelle („Elbweiche“)                                                       | Ausweichstelle ohne Haltestelle („Elbweiche“)                                                       |
| U-Bahn-Grenze |                                                                | Stadtgrenze Dresden 1930–1950                                                                       | Stadtgrenze Dresden 1930–1950                                                                       |
| U-Bahn-Haltepunkt / Haltestelle |                                                                | Erbgericht Niederpoyritz                                                                            | Erbgericht Niederpoyritz                                                                            |
| U-Bahn-Bahnhof |                                                                | Oberer Gasthof                                                                                      | Oberer Gasthof                                                                                      |
| U-Bahn-Bahnhof |                                                                | Gustavheim                                                                                          | Gustavheim                                                                                          |
| U-Bahn-Bahnhof |                                                                | An der Obstplantage                                                                                 | An der Obstplantage                                                                                 |
| U-Bahn-Brücke über Wasserlauf |                                                                | Keppbach                                                                                            | Keppbach                                                                                            |
| U-Bahn-Haltepunkt / Haltestelle |                                                                | Van-Gogh-Straße (Erhaltenes Betonwartehäuschen (2018))                                              | Van-Gogh-Straße (Erhaltenes Betonwartehäuschen (2018))                                              |
| |                                                                | Pillnitz Wendeschleife (ab 1967)                                                                    | |
| U-Bahn-Kopfbahnhof Streckenende (Strecke außer Betrieb) |                                                                | Pillnitz Kuppelendstelle (bis 1967)                                                                 | Pillnitz Kuppelendstelle (bis 1967)                                                                 |
| |                                                                | Stand: 8. April 1985                                                                                | |

Die Vorortbahn Loschwitz–Pillnitz war eine durch einen Gemeindeverband in der Dresdner Spurweite von 1450 Millimetern ausgeführte Überlandstraßenbahn, die ab 1903 in Straßenseitenlage die ehemals selbständigen Orte Loschwitz, Wachwitz, Niederpoyritz, Hosterwitz und Pillnitz bediente. Zuletzt wurde sie vom VEB Verkehrsbetriebe der Stadt Dresden als Teil des Dresdner Straßenbahnnetzes betrieben. 1985 wurde die Strecke stillgelegt und durch eine Omnibuslinie ersetzt.

## Streckenbeschreibung
Die eingleisige Strecke mit Ausweichen begann unmittelbar nach der Einmündung der Grundstraße östlich am Körnerplatz und führte stadtauswärts am rechten Fahrbahnrand bis zum Gustavheim in Niederpoyritz. Bereits eine Haltestelle nach deren Beginn befand sich das gegenüber der Einmündung der Calberlastraße angelegte Gleisdreieck. Die Ausweichstelle befand sich zwischen dem Ein- und dem Ausfahrgleis des Gleisdreieckes und war unter der Bezeichnung Loschwitz Endstation für alle aus der Stadt kommenden Züge. Nur bis dorthin war auch die Streckennutzung für Tatrawagen erlaubt, die jedoch ab Schillerplatz nur als Solo-Triebwagen oder in der Zugkombination T4D + B4D (Mini) verkehren durften.
Ab der Haltestelle Gustavheim war bis zur Van-Gogh-Straße stadtauswärts rechts direkt neben der Straße ein eigener Bahnkörper vorhanden, das stadtwärtige Ausweichgleis der Haltestelle An der Obstplantage lag nicht auf dem eigenen Bahnkörper, sondern im stadtauswärts rechten Straßenplanum. Hinter der Haltestelle Van-Gogh-Straße wechselte die Strecke wieder in das stadtauswärts rechts gelegene Straßenplanum bis zur Kuppelendstelle Pillnitz auf der Pillnitzer Straße, direkt an der nordwestlichen Ecke des Pillnitzer Schlossparks.
Diese Endstelle lag entgegen ihrer Bezeichnung vollständig auf Hosterwitzer Gemarkung, lediglich 50 Meter Gleis, die auch nur in den 1920er und 1930er Jahren zum Abstellen von Wagen genutzt wurden, reichten über die Einmündung der Leonardo-da-Vinci-Straße (Gemeindegrenze zwischen Hosterwitz und Pillnitz) bis nach Pillnitz hinein.
Diese Kuppelendstelle wurde 1967 aufgelassen und durch eine Wendeschleife, ebenfalls auf Hosterwitzer Gemarkung, aber gleichfalls mit dem Endstellennamen Pillnitz, ersetzt, deren Einfahrt direkt stadtauswärts geradeaus hinter der Van-Gogh-Straße begann. Die Endhaltestelle lag nach Durchfahren der Schleife straßenparallel Richtung Dresden ebenfalls auf eigenem Gleiskörper und hatte zwei Gleise, die in der Regel durch eine überschlagene Wende auch beide genutzt wurden. Die eigentliche Strecke wurde danach über den Linksabzweig der Schleifeneinfahrt erreicht.
Durch den Betrieb durch die Dresdner Straßenbahn beziehungsweise deren Vorgängergesellschaften wurden längs der Strecke keine Betriebshöfe eingerichtet, lediglich für die Bauarbeiten 1983/84 erhielt das Innengleis der Wendeschleife Pillnitz eine temporäre Arbeitsgrube, die auch nur provisorisch geschützt wurde. Ein vom ersten Bauunternehmer geplanter Trajektverkehr über die Elbe zum Wagenaustausch mit anderen Linien war unnötig geworden.

## Geschichte

### Vorgeschichte
Die Einwohner des Elbtales bis Pillnitz waren mit ihren gesamten Beziehungen auf die Stadt Dresden angewiesen. Seit dem Bestehen der Personen-Elbschifffahrt 1836 hatten sich diese ausgeweitet, waren jedoch bei Elbhochwasser und in der Winterzeit unterbrochen oder stark eingeschränkt. Bestrebungen nach einer das ganze Jahr gleichmäßig andauernden und schnellen Verbindung der rechtselbischen Gemeinden von Pillnitz bis Loschwitz mit der Stadt Dresden reichen bis um etwa 1860 zurück. Sie schlugen sich in einer großen Anzahl von Petitionen um die Erbauung der rechten Elbuferstraße zwischen Dresden und Pillnitz, dem Bau einer rechtselbischen Eisenbahnverbindung sowie den Bau der Loschwitzer Elbbrücke nieder.
Am 15. Juli 1893 war das Blaue Wunder fertiggestellt worden. An diesem Tag erreichten die Deutsche Straßenbahngesellschaft zu Dresden (die sogenannte Rote) mit elektrischen Wagen (Linie Schloßplatz–Blasewitz–Loschwitz) und die Tramways Company of Germany Ltd. (spätere Dresdner Straßenbahn A.-G. die sogenannte Gelbe) mit Pferdebahnwagen (Linie Böhmischer Bahnhof–Blasewitz–Loschwitz) den Körnerplatz. Auf dem Körnerplatz fuhr ab diesem Zeitpunkt die „Gelbe“ das südlich gelegene Gleis an, die „Rote“ das nördlich gelegene Gleis. Gleiswechsel zwischen beiden Gleisen machten das Umrangieren von Beiwagen möglich. Zur Erleichterung legte die „Rote“ dafür später noch ein Stumpfgleis an.
1895 und 1896 wandten sich die rechtselbischen Gemeinden von Loschwitz bis Pillnitz jeweils in Petitionen an die Königliche Regierung, um den Bau einer Straßenbahn zur Verbindung der Orte von diesem Endpunkt aus zu erreichen, die jedoch abgelehnt wurden.
Am 7. Januar 1898 wandten sich die Gemeinden Hosterwitz und Pillnitz, vertreten durch die Gemeindevorstände Wilhelm Hildebrandt und Ernst Füssel, an das Königliche Ministerium des Innern in Dresden und ersuchten um die Genehmigung, die von den Gemeinden Wachwitz und Niederpoyritz erneut beantragte elektrische Straßenbahn auf Hosterwitzer und Pillnitzer Flur fortzusetzen. Vorgesehen war die Fortführung der Bahn von der Niederpoyritz-Hosterwitzer Flurgrenze auf einer von der Gemeinde Hosterwitz neu zu erbauenden Straße durch die Hosterwitzer Feldflur bis an die Pillnitzer Flurgrenze und noch etwa 320 Meter bis in den unteren Ortsteil von Pillnitz. Beide Gesuche (das erstere als „erforderlich“, das letztere als „erwünscht“ erachtet) wurden von der Staatsregierung schließlich genehmigt, nicht aber der ebenfalls mit beantragte Bau einer Fortführung von Pillnitz bis Pirna.

### Bau

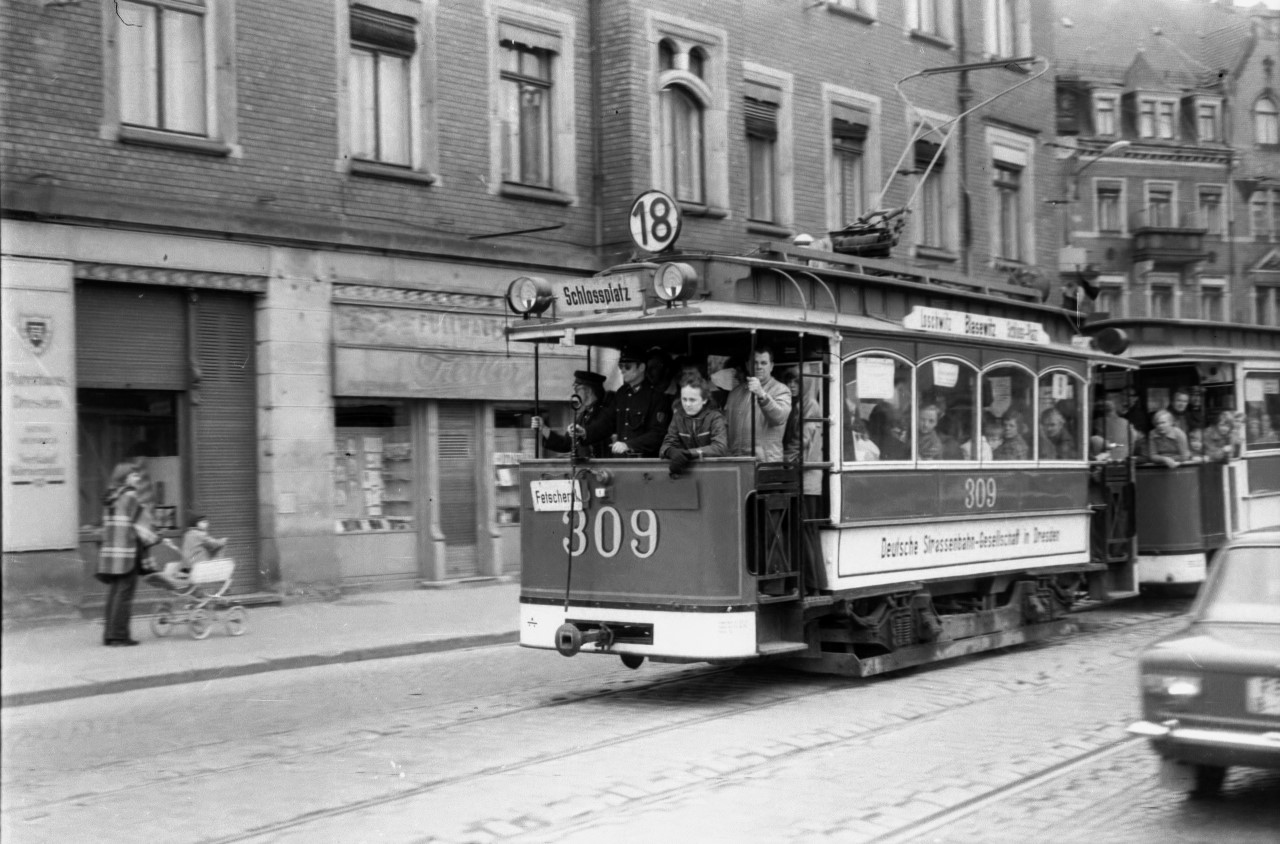
Sonderfahrt mit dem historischen Berolina-Triebwagen 309 am Körnerplatz Dresden bei der Rampe auf das Blaue Wunder (1979)

Zum Betrieb der Straßenbahn von Loschwitz bis Pillnitz hatte sich die Deutsche Straßenbahngesellschaft zu Dresden (die „Rote“) bereit erklärt. Die Firma O. L. Kummer & Co. mit der Geschäftsstelle in Dresden, Waisenhausstraße 22 (Werkstätten in Niedersedlitz) begann nach Prüfung des Projektes mit einer Spurweite von einem Meter – auf Forderung der Königlichen Staatsregierung – und einer Stromlieferung von der Altstädter Seite aus die Strecke zu planen. Ebenfalls 1898 hatten sich die Geschwister Alfred, Felix und Bertha Finke, die das Plantagengut in Hosterwitz und den größten Teil der Hosterwitzer Flur besaßen, bereit erklärt, den Hauptteil der neu anzulegenden Straße IV (jetzt Teil der Pillnitzer Landstraße in Hosterwitz) zwischen der Niederpoyritzer Flurgrenze am Gustavheim bis zur Pillnitzer Grenze zu finanzieren. Sie übernahmen die Baukosten der Straße und stellten Land für den Straßenteil vom Gustavheim bis zum Keppbach bereit. Die Gemeinde Hosterwitz übernahm die Finanzierung und den Bau des Streckenteiles vom Keppbach bis zur Pillnitzer Flur, auch auf der Grundlage von sehr oft kostenlos bereitgestelltem Land. Ende 1899 erklärte sich die Firma O. L. Kummer & Co. zur Nutzung dieser Straße für die Linienführung bereit, obwohl diese Straße auch heute noch bis zu 200 Meter entfernt von der historischen Bebauung von Hosterwitz entfernt liegt; die eigentlich damit verbundene Baulandspekulation ist bereits nach dem Ersten Weltkrieg obsolet geworden.

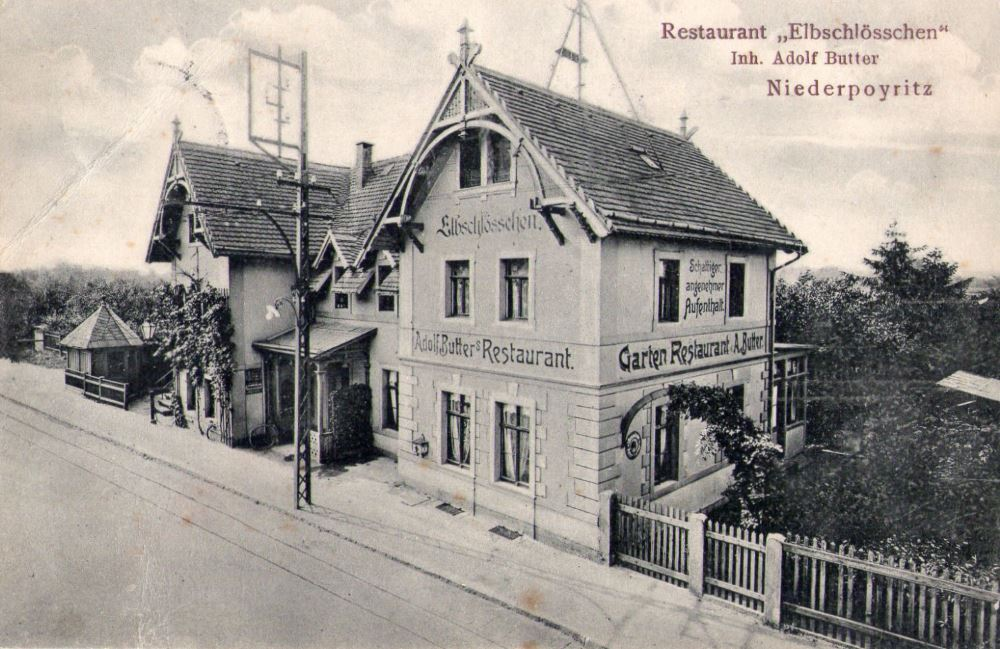
Das Elbschlösschen in Niederpoyritz mit fertiggestelltem Meterspurgleis und Fahrleitungsmast (nach 1900 und vor 1903)

Am 6. Juni 1900 wurde die Genehmigung zum Bau der meterspurigen Strecke erteilt und der Bau wurde durch Kummers Unternehmen begonnen, jedoch ging die Firma am 4. Januar 1902 noch vor der Fertigstellung der Strecke von Loschwitz bis zum Gustavheim in Konkurs. Das Finanzministerium sowie das Ministerium des Innern lehnten die Übernahme des bisher fertiggestellten Streckenabschnitts durch den Staat ab, gleichfalls lehnten der Konkursverwalter und weitere Firmen die Übernahme ab. Auch die Dresdner Straßenbahn A.-G. (die „Gelbe“) und die Deutsche Straßenbahngesellschaft zu Dresden („Rote“) lehnten die Übernahme ab und behaupteten sogar, diese Bahnstrecke sei überhaupt nicht rentabel zu betreiben. Hofrat Eugen Dieterich aus Helfenberg charakterisierte die Situation am 8. April 1902 in der II. Kammer des Sächsischen Landtages, dass es ein „Unstern war, dass gerade die Firma, welche schon damals eigentlich für einen Zusammenbruch vom Schicksal in Aussicht genommen war, noch eine Konzession bekam … Heute ist man ziemlich fertig bis auf ein Stück über Niederpoyritz hinaus, wohingegen die Strecke bis Pillnitz noch auszubauen bleibt.“
Am 4. Juni 1902 unternahm die Gemeinde Niederpoyritz den ersten Schritt, die reichlich komplizierte Situation zu lösen; dies führte in der Folge zur Bildung des Gemeindeverbandes zum Erwerb und Fertigstellung dieser elektrischen Straßenbahnstrecke. Diesem „Gemeindeverband für die elektrische Straßenbahn Loschwitz – Pillnitz“ gehörten schließlich
- Loschwitz (10 Prozent),
- Wachwitz (21 Prozent),
- Niederpoyritz (21 Prozent),
- Hosterwitz (22 Prozent),
- Pillnitz (12 Prozent),
- Rockau (9 Prozent) und
- Borsberg (4 Prozent der Verbandsanteile) an.[8]

Die Firma Otto Conrad (Eisenbahnbau und Tiefbaugesellschaft, Kleinzschachwitz) stellte die notwendigen Arbeiten und Kosten für den Weiterbau und eine Umspurung zusammen. Aus diesen Unterlagen ergab sich, dass 4086 Meter fertiges Gleis einschließlich Weichen zu verbreitern, etwa 2000 Meter Gleis und Weichen bis nach Pillnitz noch neu zu verlegen sowie 80 Masten zu setzen waren, so dass sich ein Kostenbetrag von rund 60.000 Mark ergab. Das Königliche Ministerium des Innern erteilte im Einverständnis mit dem der Finanzen die Genehmigung zur Umspurung, woraufhin der Erwerb der Strecke durch den Gemeindeverband vom Konkursverwalter der Kummerschen Werke erfolgte.
Auf der Grundlage dieser Verträge und des Vertrages zwischen dem „Gemeindeverband für die elektrische Straßenbahn Loschwitz-Pillnitz“ und den jeweiligen Gemeinden wurden die notwendigen Arbeiten 1902/03 durchgeführt. Am 21. April 1903 wurde die neu erbaute Straßenbahntrasse auf der Straße IV in Hosterwitz durch die königliche Straßen- und Wasserbaudirektion abgenommen, so dass die Inbetriebnahme nach einem Probebetrieb erfolgen konnte. Der Betrieb wurde an die Deutsche Straßenbahngesellschaft in Dresden entsprechend dem Vertrag mit dem Gemeindeverband vom 12. Januar 1903 verpachtet, die Lieferung des elektrischen Stromes erfolgte durch die Dresdner Straßenbahn A.-G. von ihrem Kraftwerk im Straßenbahnhof Tolkewitz mittels Kabel durch die Elbe.

### Betrieb 1903 bis 1945
Am 17. Juni 1903 erfolgte die Einweihung der Strecke von Loschwitz bis Niederpoyritz (Flurgrenze am Gustavheim) und am Sonnabend, dem 11. Juli 1903 von der Niederpoyritz-Hosterwitzer Flurgrenze bis zur Kuppelendstelle Pillnitz (noch auf Hosterwitzer Flur gelegen). Die gesamte Gleislänge betrug nunmehr 7034 Meter einschließlich der Ausweichen. Die Möglichkeit zur Fahrt mit der Straßenbahn nach Pillnitz nutzten in den Jahren bis 1910 durchschnittlich 800.000 Personen pro Jahr, d. h. pro Fahrtag etwa 2200 Personen.
1905 kaufte die Stadt Dresden die beiden privaten Straßenbahngesellschaften und zum 1. Januar 1906 wurde die Städtische Straßenbahn Dresden gegründet, die auch den Pachtvertrag vom Gemeindeverband übernahm. Es wurden umgehend Liniennummern eingeführt:
- Linie 1: Plauen – Blasewitz – Loschwitz (d. h., der „Gelben“ wurden in diesem Schema generell die ungeraden Liniennummern zugeteilt) und
- Linie 18: Schloßplatz – Loschwitz – Pillnitz.[10]

Bereits 1912 bot der Gemeindeverband dem Staat sowie der Stadt Dresden die Strecke zum Kauf an, was beide ablehnten. Der Verband forderte aufgrund häufig notwendiger Auswechslungen von Weichen und Gleisen und der Abzahlung aufgenommener Kredite von den Mitgliedern jährlich hohe Beträge. 1917 waren die finanziellen Nöte so groß, dass der Gemeindeverband die Bahn sogar vollständig stilllegen wollte, was von der Regierung untersagt wurde. Das männliche Personal wurde zum Kriegsdienst einberufen und der resultierende Personalmangel durch den Einsatz von Frauen ausgeglichen. 1917 erfolgte die erste Tariferhöhung.
Ab dem 26. November 1918 führten Kohlenmangel, Reparationsleistungen und Streiks immer wieder zum Stillstand der Straßenbahn, erst ab dem 20. Januar 1920 war wieder ein stabiler Betrieb möglich. Die beginnende Inflation führt anschließend zu immer höheren Fahrpreisen und zur Fahrplanausdünnung.
Zum 21. Januar 1921 war Loschwitz nach Dresden eingemeindet worden, die Stadt Dresden trat nunmehr in den praktisch zahlungsunfähigen Gemeindeverband ein. Ab diesem Zeitpunkt plante sie unter Einbeziehung des sächsischen Staates, der Amtshauptmannschaft Dresden und des Bezirksverbandes der Amtshauptmannschaft Dresden-Neustadt eine dauerhafte Lösung, die am 28. September 1922 zur Gründung der Straßenbahn Loschwitz-Pillnitz GmbH führte, die in die Rechte und Pflichten des Gemeindeverbandes eintrat. Zur Schuldentilgung mussten die Gemeinden noch bis zum Jahr 1933 Beiträge an die GmbH entrichten.
Ab dem 6. November 1922 wurde die Strecke nur noch bis Grenze Niederpoyritz/Hosterwitz betrieben, die Gleise bis Pillnitz wurden schrittweise ausgebaut und repariert. Ab 28. Januar 1923 wurde schließlich nur noch im Einmannbetrieb mit einem Triebwagen vom Körnerplatz bis Pillnitz gefahren, der zum Teil, auf dem Höhepunkt der Inflation, nur als Pendelbetrieb durchgeführt wurde. Gleichwohl brachte die GmbH die Gleise zügig in Ordnung, so dass am 11. April 1924 der durchgehende Linienbetrieb der Linie 18 wieder bis Pillnitz aufgenommen wurde.
Am 3. Mai 1925 wurde die Umsetzanlage in der Grundstraße in Betrieb genommen und am 5. Oktober 1926 endete neben der Linie 1 nunmehr auch die Linie 2 dort, die dazu vom bisherigen Endpunkt in der Hüblerstraße in Blasewitz nach Loschwitz verlängert wurde (Linienführung: Schlachthof–Barbarossaplatz–Schillerplatz–Loschwitz); den Loschwitzer Körnerplatz erreichte eine nie vorher oder nach 1945 wieder erreichte Anzahl von drei Linien (1, 2 und 18) – was bei deren fahrplanmäßigem Betrieb im Zehn-Minuten-Takt einen Straßenbahnzug alle 200 Sekunden pro Richtung auf dem Blauen Wunder bedeutete, eine bis dahin nie gesehene Dichte von Straßenbahnen auf dieser Brücke.
Am 7. Juli 1926 genehmigte der Sächsische Landtag eine Gesetzesvorlage der Regierung, die den Verkauf der staatlichen Straßenbahnstrecken an die Straßenbahn Loschwitz–Pillnitz GmbH vorsah. Der eigentliche Verkauf wurde auf den 1. April 1926 zurückdatiert. Aus dieser ging durch Umbenennung am 10. Dezember 1926 die Dresdner Überland-Verkehr GmbH (DRÜVEG) hervor. 1941 übernahm die aus der städtischen Straßenbahngesellschaft hervorgegangene Dresdner Straßenbahn AG die DRÜVEG und war somit gleichzeitig Besitzer und Betreiber der Vorortbahn Loschwitz–Pillnitz.
Nach den Luftangriffen auf Dresden im Zweiten Weltkrieg am 13. und 14. Februar 1945 ruhte der Straßenbahnbetrieb auch in diesem unzerstörten Außenbereich der Stadt. Als eine der ersten Strecken wurde die Strecke Pillnitz–Calberlastraße am 21. Februar 1945 wieder in Betrieb genommen, die am 6. März 1945 bis Körnerplatz verlängert wurde, und da das Blaue Wunder unzerstört geblieben war, von dort aus dann schrittweise in Richtung Innenstadt. Damit war die Vorortbahn-Strecke wieder vollständig befahrbar, wenngleich die Verknüpfungen zum übrigen Netz durch die schweren Zerstörungen Dresdens erheblich länger dauerten.
Am 7. Mai 1945 marschierte die Rote Armee in Dresden ein. Gegen 17.00 Uhr rückten alle Züge in die Betriebshöfe bzw. die genutzten Freiabstellflächen ein und der gesamte Straßenbahnverkehr wurde in Dresden erneut eingestellt.

### Betrieb 1945 bis 1985

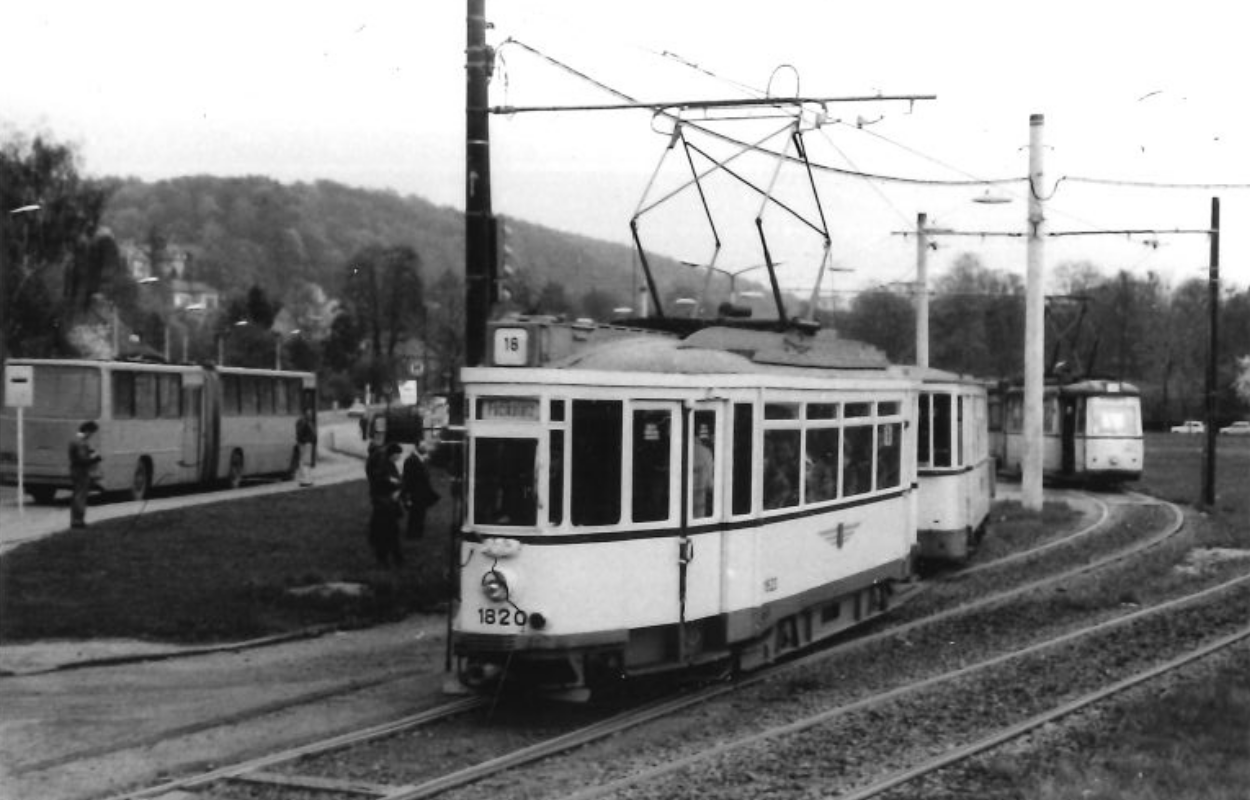
Sonderfahrt mit dem Kleinen Hecht 1820 in der Endschleife Pillnitz (1979)

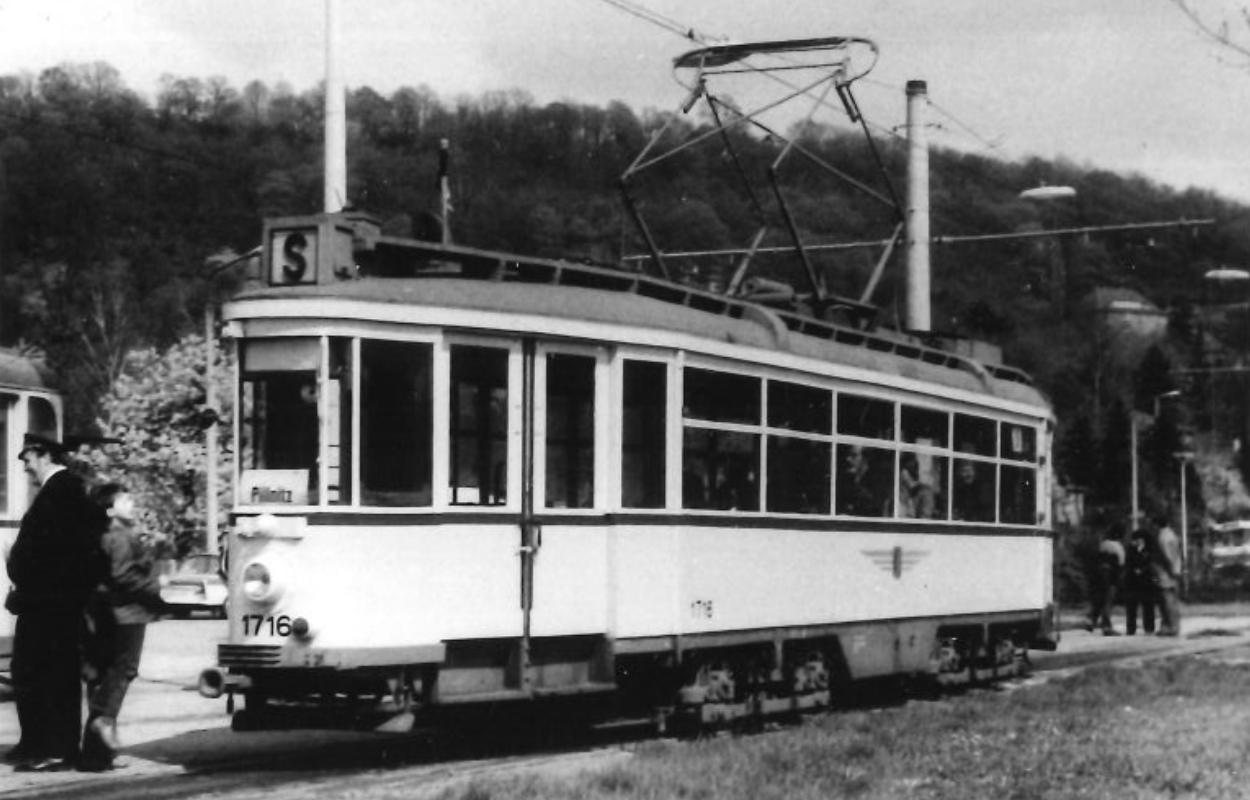
Sonderfahrt mit dem Großen Hecht 1716 in der Endschleife Pillnitz (1979)

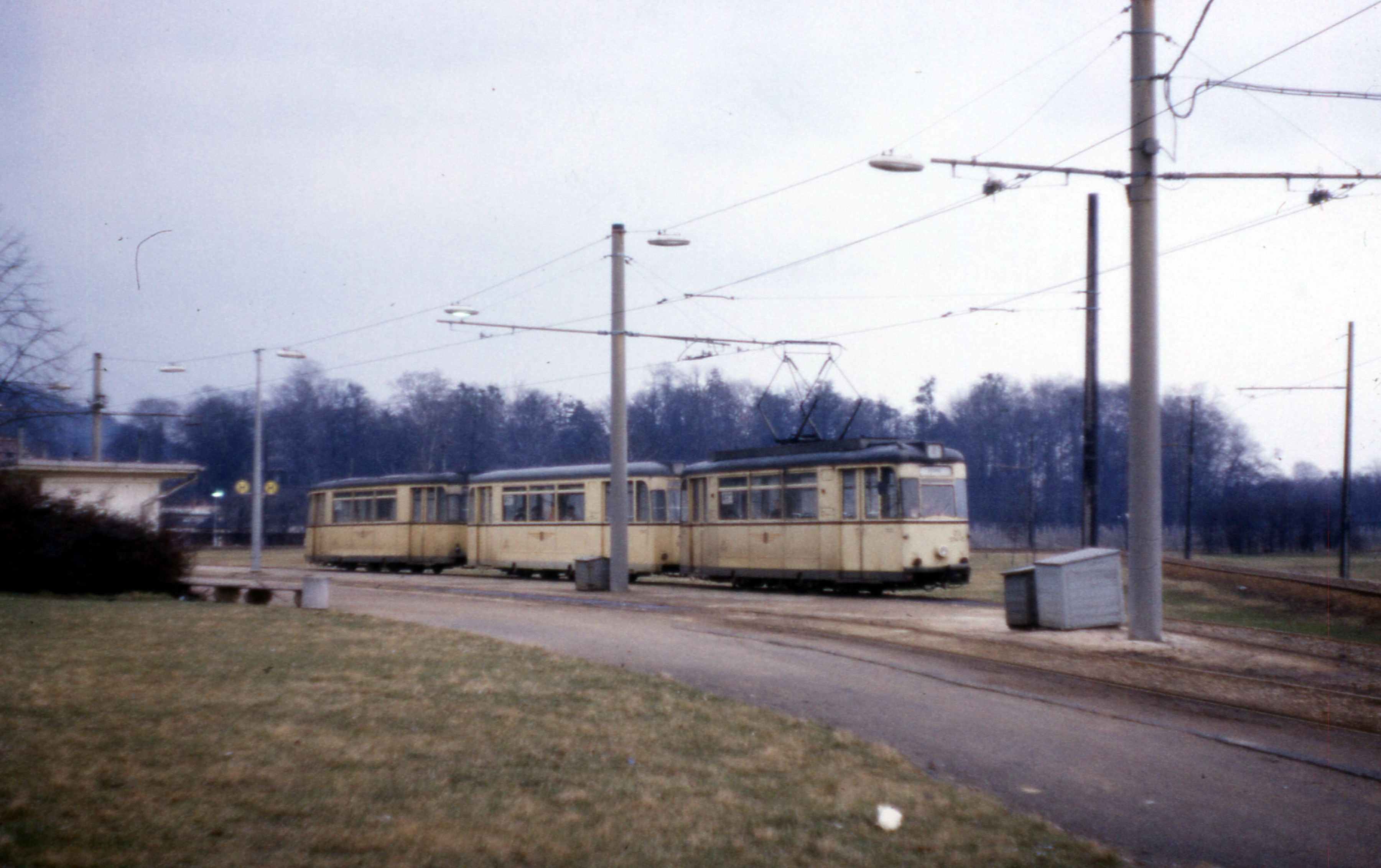
Straßenbahnzug der Linie 4 in der Endschleife Pillnitz (um 1980)

Am 18. Mai 1945 verkehrte die Linie 18 erneut, von Pillnitz kommend über Schillerplatz bis Sachsenplatz und wurde am 5. Juli 1945 bis Postplatz verlängert. Der Endpunkt Loschwitz in der Grundstraße wurde mit der Linie 2 erst am 15. Dezember 1948 wieder in Betrieb genommen (Schlachthof–Hauptbahnhof–Loschwitz). Am 16. Mai 1950 wurde zur Gewinnung von Gleismaterial die bis dahin bediente Strecke in der Goetheallee zwischen dem Straßenbahnhof Pfotenhauerstraße und Schillerplatz (Naumannstraße) stillgelegt, die Linie 18 verkehrte fortan ab Schillerplatz über die Blasewitzer Straße Richtung Innenstadt. Das Material wurde auch genutzt, um das Gleisdreieck Calberlastraße aufzubauen (Inbetriebnahme 13. Oktober 1950), was gleichzeitig die Außerbetriebnahme der Umsetzstelle in der Grundstraße ermöglichte.
Nach 1945 wurde die Dresdner Straßenbahn AG zunächst in Dresdner Verkehrsgesellschaft AG umbenannt. In der DDR firmierte das städtische Unternehmen ab 1951 als VEB Verkehrsbetriebe der Stadt Dresden.
Am 22. Juli 1967 wurde die Wendeschleife Pillnitz in Betrieb genommen und die Kuppelendstelle ging außer Betrieb.
Am 31. Dezember 1975 wurde die Linie 15 mit der Linienführung Wölfnitz-Hauptbahnhof-Loschwitz (Calberlastraße) eingerichtet, die ab 1978 mit Tatrazügen bedient wurde. Im Sommer 1983 und im Sommer 1984 wurden umfangreiche Gleisrekonstruktionen durchgeführt. Dazu wurde die Strecke von Pillnitz aus mit Pendeltriebwagen bedient, für die eine provisorische Arbeitsgrube im Innengleis der Wendeschleife Pillnitz eingebaut wurde. Der Transport der Triebwagen bei fälligen Reparaturen hätte sonst mit Straßenrollern über die Pirnaer Elbebrücke zu einem der Dresdner Straßenbahnhöfe erfolgen müssen, das Blaue Wunder war zu dem Zeitpunkt für diese Art Transporte bereits seit mehreren Jahren gesperrt.

### Stilllegung

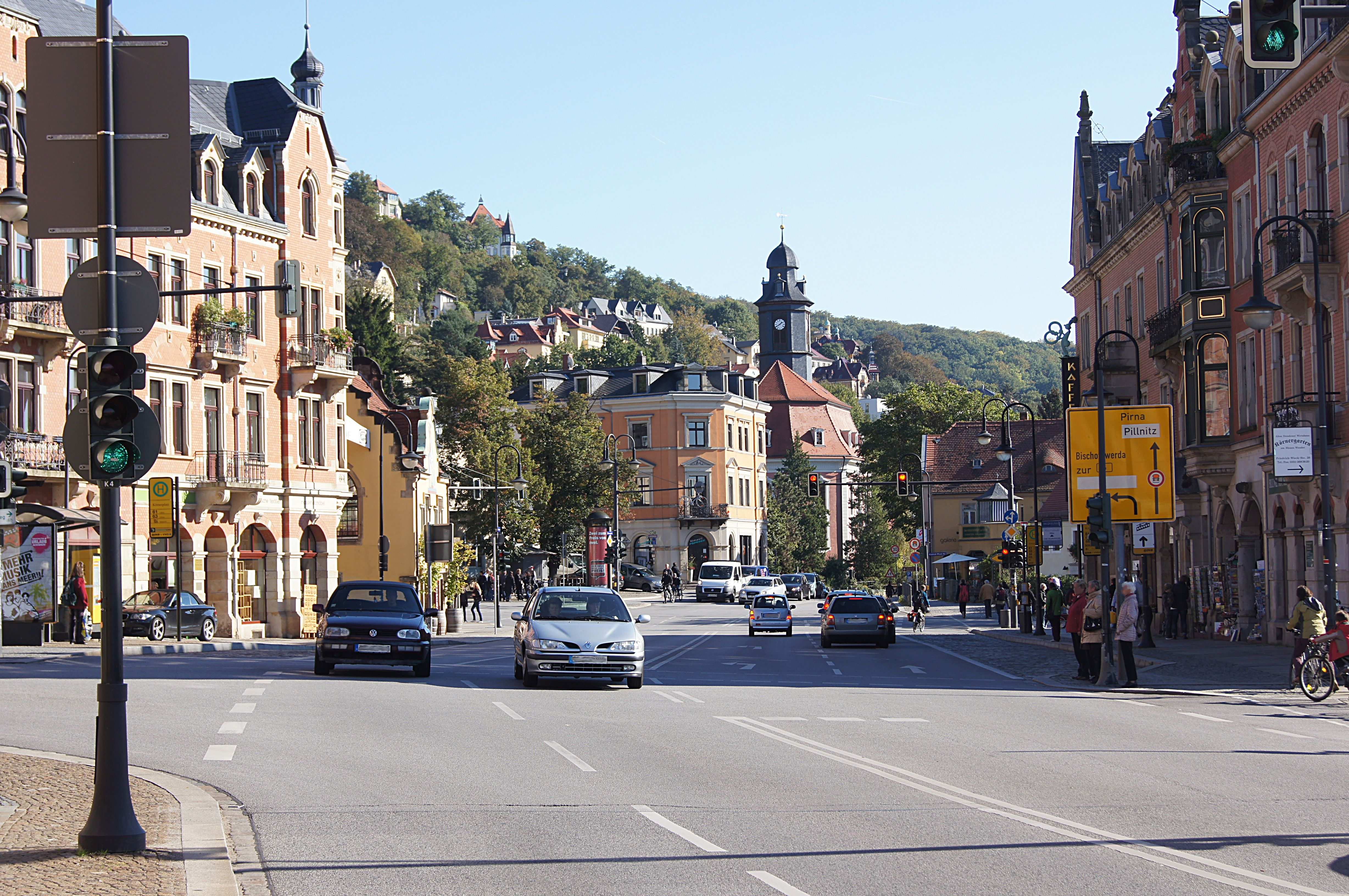
Blick auf den ehemaligen Haltestellenbereich am Körnerplatz 2011, am gelben Haus (Bildmitte) begann die eingleisige Strecke, die unterhalb der Kirche entlangführte. Hinter der Ampel links lag die Umsetzstelle in der Grundstraße.

Die Einstellung der Vorortbahn zu Ostern 1985 kam für die Öffentlichkeit überraschend, zumal die Gleislage in den beiden Vorjahren weitgehend saniert bzw. ertüchtigt wurde. Grund dafür war eine Brückenprüfung des Blauen Wunders, die auf Grund dessen Zustandes eine sofortige Einstellung des Straßenbahnbetriebes verlangte. Dieser Zustand wiederum war durch jahrzehntelang unterlassene Instandhaltungsleistungen an diesem Brückenbauwerk entstanden.
Am 9. April 1985 übernahm mit Betriebsbeginn die verlängerte Omnibuslinie 85 vom Schillerplatz kommend die Leistungen der Straßenbahn bis Pillnitz.

### Die Strecke der Vorortbahn
Die Linienführung selbst ist nach wie vor fester Bestandteil des Omnibusnetzes der Stadt Dresden, wobei durch eine Linienreform statt der Linie 85 nunmehr die Linie 63 die Leistungen übernahm. Die Omnibusse wenden in Pillnitz – Stand 2023 – über den Bereich der Abfahrtsgleise der ehemaligen Wendeschleife der Vorortbahn.
1986 wurden auf dem Blauen Wunder die Gleise entfernt und der komplette Fahrbahnbelag erneuert. Die Arbeiten an dieser Brücke zogen sich jahrelang hin und wurden erst 1994 abgeschlossen. Gleiches galt für den Abbau der Gleisanlagen bis Pillnitz.
Von der Vorortbahn waren – Stand 2023 – nur noch wenige Relikte vorhanden. Auf Grund ihrer Straßenseitenlage sind durch die inzwischen erfolgte komplette Sanierung der Pillnitzer Landstraße alle Gleisreste entfernt worden. Nur ganz vereinzelt sind Hausrosetten, die schon zur Zeit der Vorortbahn selten waren, zu finden. Der eigene Bahnkörper zwischen Gustavheim und Schleife Pillnitz ist zu einem Radweg umgebaut worden, in Hosterwitz befinden sich auf ihm Parkplätze.
Lediglich die beiden Betonwartehäuschen aus DDR-Zeiten an der Van-Gogh-Straße und an der Endstelle in Pillnitz haben überdauert, das an der Wendeschleife wird weiterhin durch die Dresdner Verkehrsbetriebe AG als Endpunktraum genutzt.

## Linienbelegung

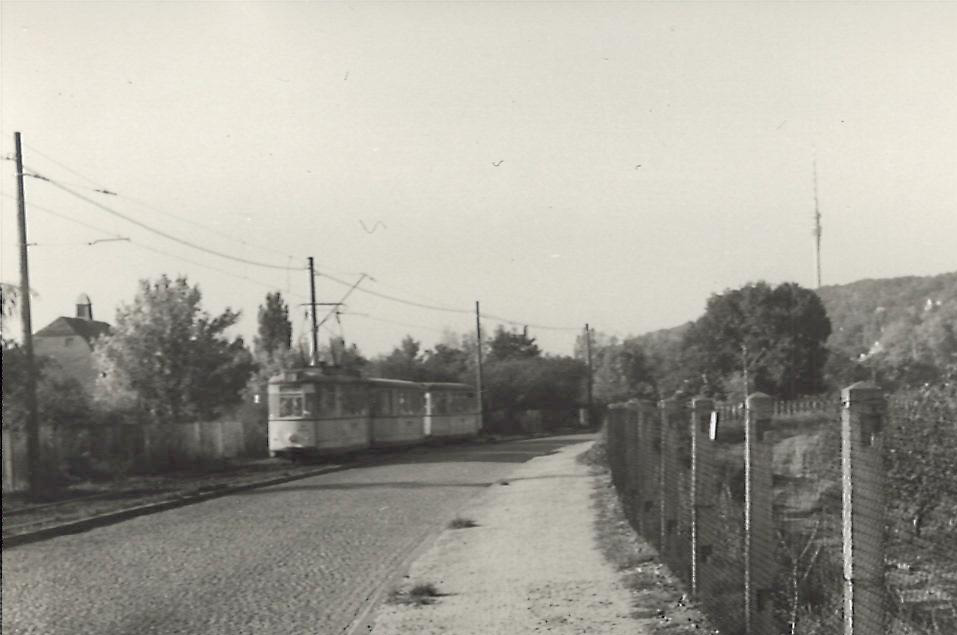
Straßenbahnzug der Linie 4 auf dem Weg nach Pillnitz (April 1985)

Da die Vorortbahn immer durch die Dresdner Straßenbahn bzw. deren Vorläufergesellschaften betrieben wurde, wurde sie 1906 direkt in das Linienschema eingebunden, wobei von 1906 an bis zur Linienreform am 4. Mai 1969 (bei wechselnden anderen Endpunkten) die Gesamtstrecke der Vorortbahn immer durch die Linie 18 befahren wurde. Nach der Linienreform 1969 (bei folgend gelegentlichem Wechsel der Endpunkte zwischen Weinböhla und Radebeul-West) war es stets die Linie 4, die diese Strecke befuhr. Haupteinsatzbahnhöfe für die Linie 4 waren die Betriebshöfe Coswig, Mickten und (zunächst) Trachenberge, bis die eingesetzten Wagenzüge 1978 endgültig auf den Betriebshof Mickten konzentriert wurden. In der Linienführung Weinböhla–Pillnitz (1977–1985) war die „4“ mit 32,5 Kilometern Linienlänge die längste Straßenbahnlinie der DDR.
Der Endpunkt Loschwitz gehörte bis 1950 nicht im engeren Sinne zur Vorortbahn, da die Kuppelendstelle bis 1925 direkt auf dem Körnerplatz lag. Ab diesem Zeitpunkt zweigte dort eine wenige Meter lange zweigleisige Strecke in die Grundstraße, das heißt noch vor Beginn des eingleisigen Abschnittes, ab und die Kuppelendstelle wurde dorthin verlegt. Zur Verbesserung der Betriebsabläufe wurde 1950 das Gleisdreieck Calberlastraße angelegt und die den Endpunkt Loschwitz anfahrenden Linien (bis 1969 Linie 2, ab 1969 Linie E4, ab 1975 Linie 15) nutzten nunmehr wenige hundert Meter der Strecke der Vorortbahn mit. Im Bewusstsein vieler Dresdner begann allerdings die Pillnitzer Strecke bereits am Schillerplatz (bis wohin sie 1985 auch eingestellt wurde), so dass die Linien bis Loschwitz zur Vorortbahn zugerechnet wurden.
Vom 27. Mai 1956 an verkehrte eine Berufsverkehrs-Verstärkerlinie 58 Cotta–Niederpoyritz bis zur Ausweiche Gustavheim. Wegen Personalmangel wurde sie in dieser Linienführung nach einem knappen Jahr bereits am 25. Mai 1957 wieder eingestellt.

## Fahrzeugeinsatz
Durch den Betrieb durch die Dresdner Straßenbahngesellschaften kamen demzufolge auch nur deren Fahrzeuge zum Einsatz. Am 29. Juli 1936 wurde erstmals auf der Linie 2 der Kleine Hecht eingesetzt, 1939 folgte ein solcher Einsatz auch auf der Linie 1. Der Kleine Hecht wurde nach 1945 noch planmäßig auf der Linie 2 eingesetzt (ab 1948 bis zur Kuppelendstelle Grundstraße, ab 1950 bis zum Gleisdreieck Calberlastraße). Der Einsatz des Großen Hechtes war auf der Gesamtstrecke problemlos möglich, war aber einzelnen Sonderfahrten vorbehalten (kein planmäßiger Einsatz bekannt).
Nach der Linienreform 1969 wurden die Altbaufahrzeuge von der Linie 4 abgezogen, sie wurde durch Gotha- und LOWA-Zweiachserzüge (auch in gemischten Zusammenstellungen) bedient, zuletzt ausschließlich vom Betriebshof Mickten aus. Die Linie 15 wurde in der Zugzusammenstellung T4D+B4D betrieben (vorwiegende Einsatzbahnhöfe Waltherstraße und Naußlitz). Wenn die Linie 4 mit Tatrazügen (ebenfalls nur als T4D+B4D) bedient wurde, endeten diese Züge (auch bei Ausschilderung Pillnitz) im Gleisdreieck Calberlastraße, die Reststrecke bis Pillnitz wurde dann durch einen Omnibus im Schienenersatzverkehr befahren.
Das Einsatzverbot von Tatrawagen auf der Strecke Calberlastraße–Pillnitz wurde öffentlich mit der zu schwachen und störanfälligen Stromversorgung begründet. Dass auf der kurven- und neigungsreichen Strecke vor allem in Wachwitz und Niederpoyritz das Lichtraumprofil der Strecke (Hüllkurve der Tatrawagen) nicht ausreichend gewesen sein soll, ist derzeit nicht belegbar.

## Planungen
In der Geschichte der Vorortbahn waren einerseits immer wieder Stilllegungsabsichten zu finden. Abgesehen vom Gemeindeantrag von 1917 wurde 1946 in der Ausstellung Dresden baut auf erstmals ein Verkehrsträgerwechsel, das heißt, der Ersatz der Straßenbahn durch Omnibusse, erwähnt. Später wurde in einer Einwohnerversammlung am 20. August 1960 dieser Verkehrsträgerwechsel von Stadtrat Kochan thematisiert, woraufhin es heftige Proteste der Bevölkerung gab.
Um 1920 und nochmals wiederum nach 1960 war andererseits die Verlegung der Strecke an das Elbufer geplant, wofür die Fidelio-F.-Finke-Straße von Loschwitz aus verlängert werden sollte. 1967 existierten konkrete Planungen für den Abriss der historischen Dorfkerne von Loschwitz und Blasewitz und den Neubau einer Elbebrücke in der direkten Führung Grundstraße/Loschwitz–Kretschmarstraße/Blasewitz und den Neubau einer Hochuferstraße bis Wachwitz, wofür Grundstücksbesitzer im Zuge des geplanten Straßenverlaufs bereits Anpflanzungen unterlassen sollten. Die Ausführung sollte ab 1976 erfolgen. Realisiert wurde dies nicht, lediglich die auf den vorgesehenen Flächen stehenden Häuser verkamen immer mehr zu Ruinen.

2013 erwähnte der Sprecher der Dresdner Verkehrsbetriebe AG, Falk Lösch, dass sich das Unternehmen eine Wiederbelebung der Strecke vorstellen könne. In einem Artikel der Dresdner Morgenpost vom 14. Oktober 2013 heißt es: 

„‚Ob mit der Sanierung des Blauen Wunders gleich Gleise darauf kommen, ist noch unklar. Das ist eine Möglichkeit, die andere ist eine eigene Brücke für die Bahn neben dem Blauen Wunder.‘ … Lösch: ‚Perspektivisch ist auch eine Verlängerung bis Pillnitz möglich.‘ Wie viel das alles kosten würde, ist ebenfalls offen. … Aber die DVB haben eine Bahn von Strehlen bis Pillnitz im Plan.“